# Hypocreopsis
Hypocreopsis P. Karst. (rozetka) – rodzaj grzybów z klasy Sordariomycetes.

## Systematyka i nazewnictwo
Pozycja w klasyfikacji według Index Fungorum: Hypocreaceae, Hypocreales, Hypocreomycetidae, Sordariomycetes, Pezizomycotina, Ascomycota, Fungi.
Synonim: Dozya P. Karst.

## Gatunki występujące w Polsce
- Hypocreopsis lichenoides (Tode) Seaver 1910 – rozetka wierzbowa[3]

Nazwy naukowe na podstawie Index Fungorum.